# Noel Zwischenbrugger
Noel Zwischenbrugger (24 marzo 2001) è uno sciatore alpino austriaco.

## Biografia
Gigantista puro originario di Mellau e nipote del calciatore Jan, Noel Zwischenbrugger, attivo dal dicembre del 2017, ha esordito in Coppa Europa il 2 dicembre 2021 a Zinal (44º) e in Coppa del Mondo il 9 dicembre 2023 a Val-d'Isère (13º); il 26 febbraio 2024 ha conquistato a Pass Thurn la prima vittoria, nonché primo podio, in Coppa Europa. Non ha preso parte a rassegne olimpiche o iridate.

## Palmarès

### Coppa del Mondo
- Miglior piazzamento in classifica generale: 117º nel 2024

### Coppa Europa
- Miglior piazzamento in classifica generale: 25º nel 2024
- 2 podi:
  - 1 vittoria
  - 1 terzo posto

#### Coppa Europa - vittorie
| Data             | Località   | Paese   | Specialità |
| ---------------- | ---------- | ------- | ---------- |
| 26 febbraio 2026 | Pass Thurn | Austria | GS         |

Legenda:

GS = slalom gigante

### Far East Cup
- Miglior piazzamento in classifica generale: 23º nel 2023
- 1 podio:
  - 1 vittoria

#### Far East Cup - vittorie
| Data            | Località | Paese    | Specialità |
| --------------- | -------- | -------- | ---------- |
| 26 gennaio 2023 | Akan     | Giappone | GS         |

Legenda:

GS = slalom gigante

### Campionati austriaci
- 1 medaglia:
  - 1 argento (slalom gigante nel 2023)